# Hugh Jones
Hugh McKittrick Jones (St. Louis, 10 novembre 1880 – Madison, 1º maggio 1960) è stato un tennista statunitense.
Disputò i tornei di singolare e doppio di tennis ai Giochi olimpici di Saint Louis 1904. Nel torneo singolare fu sconfitto agli ottavi di finale mentre nel torneo di doppio, assieme a Harold Kauffman, fu eliminato ai quarti.